# Haruka (Scandal-dal)
A Haruka (ハルカ, ’Távolság’) a Scandal japán együttes tizedik major kislemeze (összességében a tizenharmadik). A dalok szövegeit Ono Haruna, Tanaka Hidenori, Ogava Tomomi, Dzsunkoo, Acusi és Szaszazaki Mami írta.
A korong a harmadik helyen mutatkozott be az Oricon slágerlistáján a 21 974 eladott példányával. A lemezből összesen 31 694 példány kelt el Japánban. A Nielsen SoundScan listáján a tizenegyedik, a Billboard Hot 100 listáján a tizenegyedik, Billboard Hot Animation listáján a harmadik, a Billboard Hot Singles Sales listáján a negyedik, míg a Billboard Hot Top Airplay listáján a negyvenharmadik helyet érte el.

## Megjelenése a médiában
A kislemez címadó dala a Warner Bros. Tofu kozó című animációs filmjének főcímdala volt, míg a Satisfaction című dal a JBV a 2011-es tóhokui földrengés károsultjainak megsegítésére rendezett strandröplabda versenyének főcímdalaként volt hallható.

## Számlista
| CD (ESCL-3664) | CD (ESCL-3664)                                | CD (ESCL-3664)                    | CD (ESCL-3664)      | CD (ESCL-3664)  | CD (ESCL-3664) | CD (ESCL-3664) | CD (ESCL-3664) | CD (ESCL-3664) | CD (ESCL-3664) |
| #              | Cím                                           | Dalszöveg                         | Zene                | Hangszerelő     | Hossz          |                |                |                |                |
| -------------- | --------------------------------------------- | --------------------------------- | ------------------- | --------------- | -------------- | -------------- | -------------- | -------------- | -------------- |
| 1.             | Haruka (ハルカ)                               | Ono Haruna, Tanaka Hidenori       | Tanaka Hidenori     | Kavagucsi Keita | 5:05           |                |                |                |                |
| 2.             | Satisfaction (サティスファクション)           | Ogava Tomomi, Junkoo, Szató Acusi | Junkoo, Szató Acusi | Kavagucsi Keita | 3:08           |                |                |                |                |
| 3.             | Want You                                      | Szaszazaki Mami                   | Szaszazaki Mami     | Kavagucsi Keita | 3:52           |                |                |                |                |
| 4.             | Haruka (Instrumental) (ハルカ (Instrumental)) | –                                 | Tanaka Hidenori     | Kavagucsi Keita | 5:17           |                |                |                |                |
| 17:22          |                                               |                                   |                     |                 |                |                |                |                |                |

| 1. | Haruka (Toufu Kozou Special Music Video) (ハルカ (「豆富小僧」スペシャル・ミュージック・ビデオ)) | Ono Haruna, Tanaka Hidenori | Tanaka Hidenori | Kavagucsi Keita | 5:17 |

| 1. | CUTE! (SCANDAL meets Cinnamoroll ver.) klip (CUTE! (SCANDAL meets シナモン ver.)) | Szaszazaki Mami | Tanaka Hidenori | Kavagucsi Keita | 4:38 |